# پوزوریتسه
پوزوریتسه (به چکی: Pozořice) یک منطقهٔ مسکونی در جمهوری چک است که در ناحیه برنو-تسوونتری واقع شده‌ است. پوزوریتسه ۱۵٫۴۶ کیلومتر مربع مساحت و ۲٬۲۱۳ نفر جمعیت دارد و ۳۶۵ متر بالاتر از سطح دریا واقع شده‌ است.